# 편미분
편미분(偏微分, 영어: partial derivative)은 다변수 함수의 특정 변수를 제외한 나머지 변수를 상수로 간주하여 미분하는 것이다. 기호는 ∂으로, 1770년 니콜라 드 콩도르세가 편차분 기호로서 사용한 이후로 편미분을 나타내는 기호로 사용되고 있으며 이후 1786년에 아드리앵마리 르장드르에 의해 소개되었으나 쓰이지 않다가, 1841년에 카를 구스타프 야코프 야코비가 다시 이 기호를 도입하였다. 
다른 하나의 변수를 상수로 간주한 뒤 미분해 얻은 도함수를 편도함수라고 부르며 이 편도함수를 구하는 과정을 편미분이라 부른다.
{\displaystyle f'_{x},\ f_{x},\ \partial _{x}f,{\frac {\partial }{\partial x}}f,\ {\frac {\partial f}{\partial x}}}
는 변수 {\displaystyle x}에 대한, 함수 {\displaystyle f(x,y,\ldots )}의 편미분을 뜻한다.
{\displaystyle f'_{x}(x,y,\ldots ),\ {\frac {\partial f}{\partial x}}(x,y,\ldots )}
등은 함수로서 편미분이 종속되는 변수를 강조할 수 있다.

## 도입

z = x^{2} + xy + y^{2}의 그래프. y = 1로 놓으면, xz-평면과 평행하는 빨간색 곡선을 얻으며, 점 (1, 1)에서 곡선의 접선은 역시 xz-평면과 평행한다.

위 그래프의 평면 y = 1에 의한 절단면. 점 (1, 1)에서의 접선의 기울기는 3이다.

하나 이상의 변수를 갖는 함수 {\displaystyle f}가 주어졌다고 가정하자. 예를 들어,
{\displaystyle z=f(x,y)=x^{2}+xy+y^{2}}
이 함수의 그래프는 유클리드 공간 속 곡면을 정의한다. 곡면 속 점마다 무한히 많은 접선이 존재한다. 편미분은 이런 접선 가운데 하나를 골라, 그 기울기를 구하는 것이다. {\displaystyle xz}-평면이나 {\displaystyle yz}-평면과 평행하는 접선(즉, {\displaystyle y}나 {\displaystyle x}를 상수로 놓아 얻는 접선)은 특히 중요도가 높다. 점 {\displaystyle (x,y)}에서 {\displaystyle xz}-평면과 평행하는 접선의 기울기를 구하자. {\displaystyle y}를 상수로 볼 때, 곡면 위에 놓인 곡선을 얻는다. 그 곡선 방정식에서 {\displaystyle y}를 상수로 보아 미분을 구하면, 점 {\displaystyle (x,y)}에서 곡선의 기울기가 다음과 같다는 것을 알 수 있다.
{\displaystyle {\frac {\partial z}{\partial x}}=2x+y}
대입을 통해, 점 {\displaystyle (1,1)}에서 {\displaystyle xz}-평면과 평행하는 접선의 기울기는 3이라는 것을 알 수 있다. 즉, 점 {\displaystyle (1,1)}에서
{\displaystyle {\frac {\partial z}{\partial x}}(1,1)=3}.
즉, 점 {\displaystyle (1,1)}에서 {\displaystyle z}의 {\displaystyle x}에 대한 편미분은 3이다.
함수 {\displaystyle f}는 변수 하나의 함수들의 족으로서 재해석할 수 있다. 다시 말해, 모든 {\displaystyle y} 값은 변수 하나의 함수
{\displaystyle f_{(y)}(x)=x^{2}+xy+y^{2}}
에 대응한다. 만약 {\displaystyle y}의 값을 {\displaystyle y=a}와 같이 선택해 고정시킨다면, {\displaystyle f}는 함수
{\displaystyle f_{(a)}(x)=x^{2}+ax+a^{2}}
를 결정한다. {\displaystyle a}가 상수이지 더 이상 변수가 아니며, 따라서 {\displaystyle f_{a}}는 변수 {\displaystyle x} 하나만을 갖는다. 따라서, 일변수 함수의 미분을
{\displaystyle f_{(a)}'(x)=2x+a}
와 같이 적용할 수 있다. 이는 모든 {\displaystyle x} 값의 함수이며, 이 논의는 모든 {\displaystyle y=a} 값에 적용시킬 수 있다. 따라서 이로부터, 모든 {\displaystyle x} 값 및 {\displaystyle y} 값을 변수로 갖는 함수
{\displaystyle {\frac {\partial f}{\partial x}}(x,y)=2x+y}
을 얻을 수 있다. 이는 함수 {\displaystyle f}의, 변수 {\displaystyle x}에 대한 편미분이다.

## 정의
연결 열린집합 {\displaystyle D\subseteq \mathbb {R} ^{n}}에 정의된 실숫값 함수 {\displaystyle f\colon D\to \mathbb {R} } 및 점 {\displaystyle {\boldsymbol {a}}\in D}에 대하여, 점 {\displaystyle {\boldsymbol {a}}}에서 함수 {\displaystyle f}의 변수 {\displaystyle x_{i}}에 대한 편미분은 다음과 같은 극한이다.
{\displaystyle {\frac {\partial f}{\partial x_{i}}}({\boldsymbol {a}})=\lim _{h\to 0}{\frac {f(a_{1},\ldots ,a_{i-1},a_{i}+h,a_{i+1},\ldots ,a_{n})-f(a_{1},\ldots ,a_{i-1},a_{i},a_{i+1},\ldots ,a_{n})}{h}}}
편미분은 다음과 같이 정의할 수도 있으며, 이는 위 정의와 동치이다.
- {\displaystyle {\frac {\partial f}{\partial x_{i}}}({\boldsymbol {a}})={\frac {df_{(i)}}{dx}}(a_{i})}
- {\displaystyle {\frac {\partial f}{\partial x_{i}}}({\boldsymbol {a}})=L\iff L={\frac {\partial f}{\partial {\boldsymbol {e}}_{i}}}({\boldsymbol {a}})=-{\frac {\partial f}{\partial (-{\boldsymbol {e}}_{i})}}({\boldsymbol {a}})}

여기서
- {\displaystyle f_{(i)}(x)=f(a_{1},\ldots ,a_{i-1},x,a_{i+1},\ldots ,a_{n})}
- {\displaystyle {\frac {\partial f}{\partial {\boldsymbol {v}}}}}는 방향 미분이다.
- {\displaystyle {\boldsymbol {e}}_{i}}는 {\displaystyle i}번째 좌표가 1, 나머지 좌표가 0인 단위 벡터이다.

어떤 {\displaystyle {\boldsymbol {a}}\in D}에서 {\displaystyle f}의 {\displaystyle x_{i}}에 대한 편미분이 존재한다면, 점 {\displaystyle {\boldsymbol {a}}}에서 {\displaystyle f}가 {\displaystyle x_{i}}에 대해 편미분 가능하다고 한다. 모든 {\displaystyle {\boldsymbol {x}}\in D}에서 {\displaystyle f}의 {\displaystyle x_{i}}에 대한 편미분이 존재한다면, {\displaystyle f}가 {\displaystyle D}에서 {\displaystyle x_{i}}에 대해 편미분 가능하다고 한다. 이 경우, 편미분은 정의역이 {\displaystyle D}, 공역이 {\displaystyle \mathbb {R} }인 함수이며, 이를
{\displaystyle {\frac {\partial f}{\partial x_{i}}}}
로 표기한다.

### 기울기
(어떤 점 또는 모든 점에서) 함수 {\displaystyle f}가 모든 변수에 대해 편미분 가능할 경우, {\displaystyle f}의 기울기는 각 변수에 대한 편미분을 좌표로 갖는 벡터이다.

### 방향도함수
방향도함수(方向導函數, 영어: directional derivative)는 편미분의 가벼운 일반화이다. 좌표축과 평행하는 방향의 함수 변화를 다루는 편미분과 달리, 방향 미분은 임의의 방향의 함수 변화를 다룬다.
다음과 같은 대상들이 주어졌다고 하자.
- 연결 열린집합 {\displaystyle D\subseteq \mathbb {R} ^{n}}에 정의된 실숫값 함수 {\displaystyle f\colon D\to \mathbb {R} }
- 유클리드 공간 속 점 {\displaystyle {\boldsymbol {a}}\in D}
- 유클리드 공간 속 단위 벡터

{\displaystyle {\boldsymbol {v}}=(\cos \theta _{1},\ldots ,\cos \theta _{n})\in \mathbb {R} ^{n}\qquad (|{\boldsymbol {v}}|=1)}
이를 "방향"이라고 부르자.
그렇다면, 점 {\displaystyle {\boldsymbol {a}}}에서 {\displaystyle f}의 방향 {\displaystyle {\boldsymbol {v}}}에 대한 방향도함수는 다음과 같은 극한이다.
{\displaystyle {\begin{aligned}{\frac {\partial f}{\partial {\boldsymbol {v}}}}&=\lim _{t\to 0+0}{\frac {f(a_{1}+t\cos \theta _{1},\ldots ,a_{n}+t\cos \theta _{n})-f(a_{1},\ldots ,a_{n})}{t}}\\&=\lim _{t\to 0+0}{\frac {f({\boldsymbol {a}}+t{\boldsymbol {v}})-f({\boldsymbol {a}})}{t}}\\&=\lim _{E\ni {\boldsymbol {x}}\to {\boldsymbol {a}}}{\frac {f({\boldsymbol {x}})-f({\boldsymbol {a}})}{({\boldsymbol {x}}-{\boldsymbol {a}})\cdot {\boldsymbol {v}}}}\end{aligned}}}
여기서
{\displaystyle E=\{{\boldsymbol {a}}+t{\boldsymbol {v}}\colon 0<t<t'\}\subseteq D}
이다.

### 고계 편미분
함수 {\displaystyle f}의 고계 편미분(高階偏微分, 영어: higher order partial derivative)은 편미분의 편미분이나 편미분의 편미분의 편미분 등등을 뜻한다.
예를 들어, 독립 변수 {\displaystyle x,y,z}의 함수 {\displaystyle f\colon \mathbb {R} ^{3}\to \mathbb {R} }에 대하여, {\displaystyle x}에 대한 편미분은 다음과 같이 표기한다.
{\displaystyle {\frac {\partial f}{\partial x}}=f_{x}=\partial _{x}f}
이를 다시 {\displaystyle x}나 {\displaystyle y}로 편미분하면, 이계 편미분을 얻으며, 다음과 같이 표기한다.
{\displaystyle {\frac {\partial ^{2}f}{\partial x^{2}}}=f_{xx}=\partial _{xx}f\equiv {\frac {\partial }{\partial x}}{\frac {\partial }{\partial x}}f}
{\displaystyle {\frac {\partial ^{2}f}{\partial y\partial x}}=f_{xy}=\partial _{yx}f\equiv {\frac {\partial }{\partial y}}{\frac {\partial }{\partial x}}f}
비슷하게, {\displaystyle f}를 {\displaystyle y}나 {\displaystyle z}로 편미분하고, 다시 {\displaystyle x}나 {\displaystyle y}나 {\displaystyle z}로 편미분할 수 있다.
일반적으로, 연결 열린집합 {\displaystyle D\subseteq \mathbb {R} ^{n}}에 정의된 실숫값 함수 {\displaystyle f\colon D\to \mathbb {R} }를 변수 {\displaystyle x_{a}}로 {\displaystyle k_{a}}번, 변수 {\displaystyle x_{b}}로 {\displaystyle k_{b}}번, ..., 변수 {\displaystyle x_{c}}로 {\displaystyle k_{c}}번(인접하지 않는 두 변수는 같을 수 있다) 편미분하는 것은 {\displaystyle k_{a}+k_{b}+\cdots +k_{c}}계 편미분이며, 다음과 같이 표기한다.
{\displaystyle {\frac {\partial ^{k_{a}+k_{b}+\cdots +k_{c}}f}{\partial x_{c}^{k_{c}}\cdots \partial x_{b}^{k_{b}}\partial x_{a}^{k_{a}}}}\equiv {\frac {\partial ^{k_{c}}}{\partial x_{c}^{k_{c}}}}\cdots {\frac {\partial ^{k_{b}}}{\partial x_{b}^{k_{b}}}}{\frac {\partial ^{k_{a}}}{\partial x_{a}^{k_{a}}}}f}
용어 혼합 편미분(混合偏微分, 영어: mixed derivative)은 서로 다른 두 변수에 대한 이계 편미분을 뜻한다. 예를 들어, 위에서 {\displaystyle f}의 {\displaystyle x}에 대한 편미분의 {\displaystyle y}에 대한 편미분은 혼합 편미분이다.
많은 경우 편미분 변수 순서는 교환 가능하며, 이 경우 편미분은 다중지표를 사용하여 다음과 같이 표기할 수 있다.
{\displaystyle \left({\frac {\partial }{\partial {\boldsymbol {x}}}}\right)^{\boldsymbol {i}}f\equiv \left({\frac {\partial }{\partial x_{1}}}\right)^{i_{1}}\left({\frac {\partial }{\partial x_{2}}}\right)^{i_{2}}\cdots \left({\frac {\partial }{\partial x_{n}}}\right)^{i_{n}}f}
물론, 이들 편미분 가운데 일부 또는 전부는 정의역의 일부 또는 전부에서 존재하지 않을 수 있다.

## 성질
(어떤 점이나 모든 점에서) 함수가 전미분 가능하다면, (그 어떤 점이나 모든 점에서) 그 함수의 모든 편미분과 모든 방향 미분이 존재한다. 또한, 다음이 성립한다.
{\displaystyle df={\frac {\partial f}{\partial x_{1}}}dx_{1}+{\frac {\partial f}{\partial x_{2}}}dx_{2}+\cdots +{\frac {\partial f}{\partial x_{n}}}dx_{n}=\nabla f\cdot d{\boldsymbol {x}}}
{\displaystyle {\frac {\partial f}{\partial {\boldsymbol {v}}}}={\frac {\partial f}{\partial x_{1}}}\cos \theta _{1}+{\frac {\partial f}{\partial x_{2}}}\cos \theta _{2}+\cdots +{\frac {\partial f}{\partial x_{n}}}\cos \theta _{n}=\nabla f\cdot {\boldsymbol {v}}}
(어떤 점이나 모든 점에서) 함수의 모든 편미분이 존재하고, 모두 연속 함수라면, (그 어떤 점이나 모든 점에서) 그 함수는 전미분 가능하다. 이 경우 함수가 연속 미분 가능하다고 한다.

### 편미분 교환 법칙
편미분 교환 법칙에 따르면, 연결 열린집합 {\displaystyle D\subseteq \mathbb {R} ^{n}}에 정의된 함수 {\displaystyle f\colon D\to \mathbb {R} } 및 그 두 변수 {\displaystyle x}, {\displaystyle y}에 대하여, 만약 {\displaystyle f}가 {\displaystyle {\mathcal {C}}^{2}}함수라면, {\displaystyle f}의 {\displaystyle x}와 {\displaystyle y}에 대한 혼합 편미분은 서로 같다. 즉,
{\displaystyle {\frac {\partial ^{2}f}{\partial x\partial y}}={\frac {\partial ^{2}f}{\partial y\partial x}}}
증명:
{\displaystyle S\left(\Delta x,\Delta y\right)=f\left(x_{0}+\Delta x,y_{0}+\Delta y\right)-f\left(x_{0}+\Delta x,y_{0}\right)-f\left(x_{0},y_{0}+\Delta y\right)+f\left(x_{0},y_{0}\right)}라고 하고 {\displaystyle g\left(x\right)=f\left(x,y_{0}+\Delta y\right)-f\left(x,y_{0}\right)}라고 하자. 그렇다면 {\displaystyle S\left(\Delta x,\Delta y\right)=g\left(x_{0}+\Delta x\right)-g\left(x_{0}\right)}이다. 전제에 의하여 {\displaystyle g}는 미분가능하므로 평균값 정리에 의하여 {\displaystyle x_{0}+\Delta x}와 {\displaystyle x_{0}}사이에는 {\displaystyle g\left(x_{0}+\Delta x\right)-g\left(x_{0}\right)=g'\left({\bar {x}}\right)\Delta x}를 만족하는 {\displaystyle {\bar {x}}}가 존재한다. {\displaystyle S\left(\Delta x,\Delta y\right)=\left[{\frac {\partial f}{\partial x}}\left({\bar {x}},y_{0}+\Delta y\right)-{\frac {\partial f}{\partial x}}\left({\bar {x}},y_{0}\right)\right]\Delta x}이다. 평균값 정리를 다시 한 번 적용하면 {\displaystyle f_{x}}는 미분가능하므로 평균값 정리에 의하여 {\displaystyle y_{0}+\Delta y}와 {\displaystyle y_{0}}사이에는 {\displaystyle {\frac {\partial f}{\partial x}}\left({\bar {x}},y_{0}+\Delta y\right)-{\frac {\partial f}{\partial x}}\left({\bar {x}},y_{0}\right)={\frac {\partial ^{2}f}{\partial y\partial x}}\left({\bar {x}},{\bar {y}}\right)\Delta y}를 만족하는 {\displaystyle {\bar {y}}}가 존재한다. 따라서 {\displaystyle S\left(\Delta x,\Delta y\right)={\frac {\partial ^{2}f}{\partial y\partial x}}\left({\bar {x}},{\bar {y}}\right)\Delta y\Delta x}이고, {\displaystyle {\frac {\partial ^{2}f}{\partial y\partial x}}\left({\bar {x}},{\bar {y}}\right)={\frac {S\left(\Delta x,\Delta y\right)}{\Delta x\Delta y}}}이다. {\displaystyle {\frac {\partial ^{2}f}{\partial y\partial x}}}는 연속이므로 {\displaystyle \lim _{\left(\Delta x,\Delta y\right)\to \left(0,0\right)}{\frac {S\left(\Delta x,\Delta y\right)}{\Delta x\Delta y}}={\frac {\partial ^{2}f}{\partial y\partial x}}\left(x,y\right)}이다. 유사한 방법으로 계산해보면 {\displaystyle {\frac {\partial ^{2}f}{\partial x\partial y}}\left(x,y\right)=\lim _{\left(\Delta x,\Delta y\right)\to \left(0,0\right)}{\frac {S\left(\Delta x,\Delta y\right)}{\Delta x\Delta y}}}이므로 {\displaystyle f_{xy}=f_{yx}}이다.

## 예
밑면의 반지름이 r이고 높이가 h인 원뿔의 부피 V는 다음과 같다.
{\displaystyle V={\frac {\pi r^{2}h}{3}}}
여기에서 V를 r에 대해 편미분하면 다음과 같은 식이 얻어진다.
{\displaystyle {\frac {\partial V}{\partial r}}={\frac {2\pi rh}{3}}}
또한, V를 h에 대해 편미분하면 다음 식이 얻어진다.
{\displaystyle {\frac {\partial V}{\partial h}}={\frac {\pi r^{2}}{3}}}

## 같이 보기
- 달랑베르 연산자
- 연쇄 법칙
- 회전 (벡터)
- 발산 (벡터)
- 야코비 행렬
- 라플라스 연산자

## 참고 문헌
- Jerrold E. Marsden, Anthony J. Tromba (2003). 《Vector Calculus(Fifth Edition)》. W. H. Freeman and Company. ISBN 0-7167-4992-0.
- 伍胜健 (2010년 8월). 《数学分析. 第三册》 (중국어). 北京: 北京大学出版社. ISBN 978-7-301-17675-7.